# Championnat de France de Formule 3
Disputé de 1964 à 1973, puis de 1978 à 2002, le championnat de France de Formule 3 a fusionné à partir de 2003 avec son homologue allemand pour former la Formule 3 Euroseries.

## Histoire
Le championnat a rassemblé des courses réputées de France à l'instar du Grand Prix de Pau, des Coupes de Pâques, du Grand Prix de Nogaro et du Grand Prix de Rouen-les-Essarts.
Les vainqueurs du Volant Shell ainsi que du Volant de l'ACO se voyait offrir la possibilité de participer au championnat l'année suivante leur sacre.

## Palmarès
| Saison    | Pilote champion       | Pilote champion                                                         | Pilote champion                  |
| Saison    | Nom                   | Voiture                                                                 | Équipe                           |
| --------- | --------------------- | ----------------------------------------------------------------------- | -------------------------------- |
| 1964      | Henri Grandsire       | Alpine A270 Renault                                                     | Alpine                           |
| 1965      | Jean-Pierre Beltoise  | Matra MS1 Ford                                                          | Matra Sports                     |
| 1966      | Johnny Servoz-Gavin   | Matra MS5 Ford                                                          | Matra Sports                     |
| 1967      | Henri Pescarolo       | Matra MS6 Ford                                                          | Matra Sports                     |
| 1968      | François Cevert       | Tecno 68-3 Ford                                                         | Tecno                            |
| 1969      | François Mazet        | Tecno 69-3 Ford Lotus 59A Ford                                          | Winfield Racing Lotus Components |
| 1970      | Jean-Pierre Jaussaud  | Tecno 70-3 Ford                                                         | Winfield Racing                  |
| 1971      | Patrick Depailler     | Alpine A360 Renault                                                     | Alpine                           |
| 1972      | Michel Leclère        | Alpine A364 Renault                                                     | Alpine                           |
| 1973      | Jacques Laffite       | Martini MK12 Ford                                                       | Oreca                            |
| 1974-1977 | Pas de compétition    | Pas de compétition                                                      | Pas de compétition               |
| 1978      | Alain Prost           | Martini MK21 Renault                                                    | Oreca                            |
| 1978      | Jean-Louis Schlesser  | Chevron B38 Toyota                                                      | Jean-Louis Schlesser             |
| 1979      | Alain Prost           | Martini MK27 Renault                                                    | Oreca                            |
| 1980      | Alain Ferté           | Martini MK27 Renault                                                    | Oreca                            |
| 1981      | Philippe Streiff      | Martini MK34 Alfa Romeo                                                 | Ecurie Motul Nogaro              |
| 1982      | Pierre Petit          | Ralt RT3 Toyota                                                         | David Price Racing               |
| 1983      | Michel Ferté          | Martini MK39 Alfa Romeo                                                 | Oreca                            |
| 1984      | Olivier Grouillard    | Martini MK42 Alfa Romeo                                                 | Oreca                            |
| 1985      | Pierre-Henri Raphanel | Martini MK45 Alfa Romeo                                                 | Oreca                            |
| 1986      | Yannick Dalmas        | Martini MK49 Volkswagen                                                 | Oreca                            |
| 1987      | Jean Alesi            | Martini MK52 Alfa Romeo Dallara F386 Alfa Romeo Dallara F387 Alfa Romeo | Oreca                            |
| 1988      | Érik Comas            | Dallara F388 Alfa Romeo                                                 | Oreca                            |
| 1989      | Jean-Marc Gounon      | Reynard 893 Alfa Romeo                                                  | Oreca                            |
| 1990      | Éric Hélary           | Reynard 903 Mugen-Honda                                                 | Formula Project Engineering      |
| 1991      | Christophe Bouchut    | Ralt RT32 Volkswagen                                                    | Graff Racing                     |
| 1992      | Franck Lagorce        | Dallara F392 Opel                                                       | Promatecme                       |
| 1993      | Didier Cottaz         | Dallara F393 Fiat                                                       | Formula Project Engineering      |
| 1994      | Jean-Philippe Belloc  | Dallara F393 Fiat                                                       | Ecurie Elf Winfield              |
| 1995      | Laurent Redon         | Dallara F394 Fiat                                                       | Ecurie Elf Winfield              |
| 1996      | Soheil Ayari          | Dallara F396 Opel                                                       | Graff Racing                     |
| 1997      | Patrice Gay           | Dallara F396 Opel                                                       | Graff Racing                     |
| 1998      | David Saelens         | Dallara F396 Renault                                                    | ASM Formule 3                    |
| 1999      | Sébastien Bourdais    | Martini MK79 Renault                                                    | La Filière Elf                   |
| 2000      | Jonathan Cochet       | Dallara F399 Renault                                                    | Signature Compétition            |
| 2001      | Ryō Fukuda            | Dallara F399 Renault                                                    | Saulnier Racing                  |
| 2002      | Tristan Gommendy      | Dallara F302 Renault                                                    | ASM Formule 3                    |